# L'apprensivo raggirato
L'apprensivo raggirato és una òpera en dos actes composta per Domenico Cimarosa sobre un llibret italià de Giuseppe Maria Diodati. S'estrenà al Teatro dei Fiorentini de Nàpols el 28 de gener de 1799.